# Aculus hyperici
Aculus hyperici är en spindeldjursart som först beskrevs av Johan Ivar Liro 1943.  Aculus hyperici ingår i släktet Aculus, och familjen Eriophyidae. Arten är reproducerande i Sverige.